# Masakr v Sagamihaře
26. července 2016 ve 2:30 ráno došlo ve městě Sagamihara v Japonsku k útoku na zařízení pro duševně nemocné. Pachatel a bývalý zaměstnanec zařízení, který byl pro svoje tendence svět zbavit postižených v minulosti hospitalizován, pozabíjel nožem 19 lidí mezi 19 a 70 lety a dalších 25 zranil, z toho 20 vážně. Jedná se o nejhorší masovou vraždu v Japonsku od druhé světové války.

## Průběh útoku
Pachatel se dostal do objektu, v kterém bylo v tu dobu asi 160 pacientů a asi 8 zaměstnanců, oknem, které rozbil. Ve 2:30 zavolal personál zařízení na policii, že v objektu se pohybuje muž s nožem. Pachatel po rozbití okna začal spící osoby bezhlavě bodat nožem. Potom se šel udat na policejní stanici a prohlásil „Udělal jsem to“. Dále policii sdělil, že by bylo lepší, kdyby postižení lidé zmizeli. U sebe měl pachatel tašku plnou nožů a jiných ostrých předmětů a některé z nich byly potřísněné krví.

## Pachatel
Pachatel byl identifikován jako Satoši Uemacu, bývalý zaměstnanec zařízení, který zde pracoval od prosince 2012 do února 2016. V únoru se pokusil doručit rukou psaný dopis předsedovi parlamentu, v něm nabízel, že pokud to vláda dovolí, pozabíjí stovky mentálně nemocných lidí. Oživil by tak prý světovou ekonomiku a možná i zabránil třetí světové válce. Na čtrnáct dní byl kvůli tomu hospitalizován a po zlepšení stavu propuštěn.
| „ | Mým cílem je svět, kde těžce postižení budou moci být podrobeni eutanazii se souhlasem svých opatrovníků, pokud nejsou schopni žít doma a aktivně se podílet na chodu společnosti. | “ |

V půli března 2020 byl Satoši Uemacu odsouzen k trestu smrti.